# District de Calicut
Le district de Calicut (കോഴിക്കോട് ജി) ou officiellement district de Kozhikode, est un des quatorze districts de l'État du Kerala en Inde.

## Géographie
Il est situé au nord de l’État du Kerala sur la plaine de la côte ouest entre la mer des Laquedives et les Ghats occidentaux. Le district de Kozhikode entoure l'agglomération de Cochin, il est un des centres économiques de l’État. Son chef-lieu est la ville de Calicut. Au recensement de 2011 sa population est de 3 086 293 habitants et elle est rurale à 32,85%.

### Hydrologie
Les chutes de Thusharagiri et le barrage de Kuttiyadi sont situés dans le district de Calicut et sont gonflés par la mousson du sud ouest.

## Liste des Taluks
Il est divisé en quatre Taluks :
- Calicut,
- Vadakara,
- Koyilandy et
- Thamarassery;.

## Histoire
En 1792 le district de Calicut est créé par la cession d'un territoire de Tipû Sâhib. Il fit ensuite partie du district de Malabar qui faisait partie de la Présidence de Madras, ensuite de l'État de Madras lors de l'indépendance de 1947. Avec le remaniement linguistique, il est intégré avec le Travancore-Cochin, le district de Kasaragod pour former l’État du Kerala. Et le district est remanié en 1980.

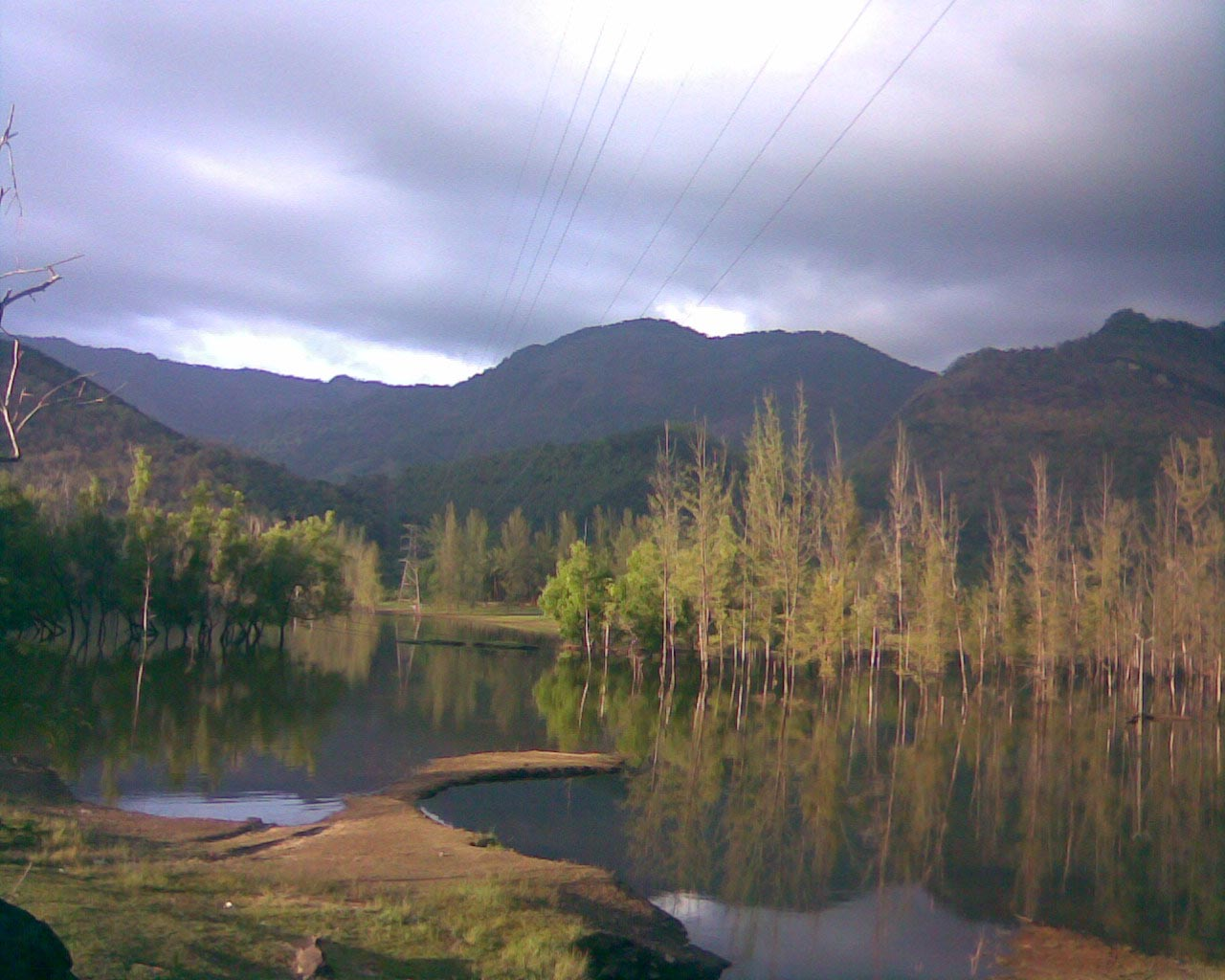
Aperçu de Thonikavadu.